# Llista d'asteroides/187301-187400
| Nom      | Designació provisional | Data de descobriment  | Lloc de descobriment | Descobridor/s       |
| -------- | ---------------------- | --------------------- | -------------------- | ------------------- |
| 187301 - | 2005 TU180             | 1 d'octubre de 2005   | Mount Lemmon         | Mount Lemmon Survey |
| 187302 - | 2005 TP191             | 1 d'octubre de 2005   | Catalina             | CSS                 |
| 187303 - | 2005 TQ193             | 1 d'octubre de 2005   | Mount Lemmon         | Mount Lemmon Survey |
| 187304 - | 2005 UV                | 23 d'octubre de 2005  | Wrightwood           | J. W. Young         |
| 187305 - | 2005 UO2               | 23 d'octubre de 2005  | Eskridge             | Eskridge            |
| 187306 - | 2005 UG4               | 25 d'octubre de 2005  | Goodricke-Pigott     | R. A. Tucker        |
| 187307 - | 2005 UM9               | 21 d'octubre de 2005  | Palomar              | NEAT                |
| 187308 - | 2005 UV12              | 21 d'octubre de 2005  | Palomar              | NEAT                |
| 187309 - | 2005 UW15              | 22 d'octubre de 2005  | Kitt Peak            | Spacewatch          |
| 187310 - | 2005 UK19              | 22 d'octubre de 2005  | Catalina             | CSS                 |
| 187311 - | 2005 UR26              | 23 d'octubre de 2005  | Catalina             | CSS                 |
| 187312 - | 2005 UZ27              | 23 d'octubre de 2005  | Kitt Peak            | Spacewatch          |
| 187313 - | 2005 UH35              | 24 d'octubre de 2005  | Kitt Peak            | Spacewatch          |
| 187314 - | 2005 UY37              | 24 d'octubre de 2005  | Kitt Peak            | Spacewatch          |
| 187315 - | 2005 UZ37              | 24 d'octubre de 2005  | Kitt Peak            | Spacewatch          |
| 187316 - | 2005 UG40              | 24 d'octubre de 2005  | Kitt Peak            | Spacewatch          |
| 187317 - | 2005 UP40              | 24 d'octubre de 2005  | Kitt Peak            | Spacewatch          |
| 187318 - | 2005 UJ41              | 24 d'octubre de 2005  | Kitt Peak            | Spacewatch          |
| 187319 - | 2005 US43              | 22 d'octubre de 2005  | Kitt Peak            | Spacewatch          |
| 187320 - | 2005 UC49              | 23 d'octubre de 2005  | Catalina             | CSS                 |
| 187321 - | 2005 UK55              | 23 d'octubre de 2005  | Catalina             | CSS                 |
| 187322 - | 2005 UT57              | 24 d'octubre de 2005  | Kitt Peak            | Spacewatch          |
| 187323 - | 2005 UY59              | 25 d'octubre de 2005  | Anderson Mesa        | LONEOS              |
| 187324 - | 2005 UH68              | 22 d'octubre de 2005  | Palomar              | NEAT                |
| 187325 - | 2005 UL73              | 23 d'octubre de 2005  | Palomar              | NEAT                |
| 187326 - | 2005 UH78              | 25 d'octubre de 2005  | Mount Lemmon         | Mount Lemmon Survey |
| 187327 - | 2005 UX78              | 25 d'octubre de 2005  | Catalina             | CSS                 |
| 187328 - | 2005 UA80              | 25 d'octubre de 2005  | Kitt Peak            | Spacewatch          |
| 187329 - | 2005 UK80              | 25 d'octubre de 2005  | Kitt Peak            | Spacewatch          |
| 187330 - | 2005 UN84              | 22 d'octubre de 2005  | Kitt Peak            | Spacewatch          |
| 187331 - | 2005 UR85              | 22 d'octubre de 2005  | Kitt Peak            | Spacewatch          |
| 187332 - | 2005 UR87              | 22 d'octubre de 2005  | Kitt Peak            | Spacewatch          |
| 187333 - | 2005 UQ96              | 22 d'octubre de 2005  | Kitt Peak            | Spacewatch          |
| 187334 - | 2005 UO100             | 22 d'octubre de 2005  | Kitt Peak            | Spacewatch          |
| 187335 - | 2005 UO104             | 22 d'octubre de 2005  | Kitt Peak            | Spacewatch          |
| 187336 - | 2005 UP107             | 22 d'octubre de 2005  | Palomar              | NEAT                |
| 187337 - | 2005 UW108             | 22 d'octubre de 2005  | Catalina             | CSS                 |
| 187338 - | 2005 UY116             | 23 d'octubre de 2005  | Catalina             | CSS                 |
| 187339 - | 2005 UR127             | 24 d'octubre de 2005  | Kitt Peak            | Spacewatch          |
| 187340 - | 2005 UV131             | 24 d'octubre de 2005  | Palomar              | NEAT                |
| 187341 - | 2005 UT141             | 25 d'octubre de 2005  | Catalina             | CSS                 |
| 187342 - | 2005 UH142             | 25 d'octubre de 2005  | Catalina             | CSS                 |
| 187343 - | 2005 UL158             | 28 d'octubre de 2005  | Goodricke-Pigott     | R. A. Tucker        |
| 187344 - | 2005 UW159             | 22 d'octubre de 2005  | Catalina             | CSS                 |
| 187345 - | 2005 UY159             | 22 d'octubre de 2005  | Catalina             | CSS                 |
| 187346 - | 2005 UB180             | 24 d'octubre de 2005  | Kitt Peak            | Spacewatch          |
| 187347 - | 2005 UJ188             | 27 d'octubre de 2005  | Mount Lemmon         | Mount Lemmon Survey |
| 187348 - | 2005 UH195             | 22 d'octubre de 2005  | Kitt Peak            | Spacewatch          |
| 187349 - | 2005 UT200             | 25 d'octubre de 2005  | Kitt Peak            | Spacewatch          |
| 187350 - | 2005 UM201             | 25 d'octubre de 2005  | Kitt Peak            | Spacewatch          |
| 187351 - | 2005 UK213             | 21 d'octubre de 2005  | Palomar              | NEAT                |
| 187352 - | 2005 UH214             | 24 d'octubre de 2005  | Palomar              | NEAT                |
| 187353 - | 2005 UW215             | 25 d'octubre de 2005  | Kitt Peak            | Spacewatch          |
| 187354 - | 2005 UM229             | 25 d'octubre de 2005  | Kitt Peak            | Spacewatch          |
| 187355 - | 2005 US229             | 25 d'octubre de 2005  | Kitt Peak            | Spacewatch          |
| 187356 - | 2005 UW237             | 25 d'octubre de 2005  | Kitt Peak            | Spacewatch          |
| 187357 - | 2005 UW238             | 25 d'octubre de 2005  | Kitt Peak            | Spacewatch          |
| 187358 - | 2005 UZ250             | 23 d'octubre de 2005  | Catalina             | CSS                 |
| 187359 - | 2005 UZ251             | 25 d'octubre de 2005  | Kitt Peak            | Spacewatch          |
| 187360 - | 2005 UW258             | 25 d'octubre de 2005  | Kitt Peak            | Spacewatch          |
| 187361 - | 2005 UP259             | 25 d'octubre de 2005  | Kitt Peak            | Spacewatch          |
| 187362 - | 2005 UH262             | 26 d'octubre de 2005  | Kitt Peak            | Spacewatch          |
| 187363 - | 2005 UK262             | 26 d'octubre de 2005  | Kitt Peak            | Spacewatch          |
| 187364 - | 2005 UR266             | 27 d'octubre de 2005  | Kitt Peak            | Spacewatch          |
| 187365 - | 2005 UO272             | 28 d'octubre de 2005  | Kitt Peak            | Spacewatch          |
| 187366 - | 2005 UK273             | 28 d'octubre de 2005  | Mount Lemmon         | Mount Lemmon Survey |
| 187367 - | 2005 UB278             | 24 d'octubre de 2005  | Kitt Peak            | Spacewatch          |
| 187368 - | 2005 UE278             | 24 d'octubre de 2005  | Kitt Peak            | Spacewatch          |
| 187369 - | 2005 UT281             | 25 d'octubre de 2005  | Catalina             | CSS                 |
| 187370 - | 2005 UU308             | 28 d'octubre de 2005  | Catalina             | CSS                 |
| 187371 - | 2005 UO318             | 27 d'octubre de 2005  | Kitt Peak            | Spacewatch          |
| 187372 - | 2005 UT319             | 27 d'octubre de 2005  | Kitt Peak            | Spacewatch          |
| 187373 - | 2005 UC330             | 28 d'octubre de 2005  | Kitt Peak            | Spacewatch          |
| 187374 - | 2005 UN335             | 30 d'octubre de 2005  | Palomar              | NEAT                |
| 187375 - | 2005 UQ352             | 29 d'octubre de 2005  | Catalina             | CSS                 |
| 187376 - | 2005 US359             | 25 d'octubre de 2005  | Mount Lemmon         | Mount Lemmon Survey |
| 187377 - | 2005 UC361             | 27 d'octubre de 2005  | Kitt Peak            | Spacewatch          |
| 187378 - | 2005 UJ361             | 27 d'octubre de 2005  | Kitt Peak            | Spacewatch          |
| 187379 - | 2005 UB368             | 27 d'octubre de 2005  | Kitt Peak            | Spacewatch          |
| 187380 - | 2005 UQ386             | 30 d'octubre de 2005  | Catalina             | CSS                 |
| 187381 - | 2005 UZ395             | 30 d'octubre de 2005  | Mount Lemmon         | Mount Lemmon Survey |
| 187382 - | 2005 UT401             | 27 d'octubre de 2005  | Kitt Peak            | Spacewatch          |
| 187383 - | 2005 UF404             | 29 d'octubre de 2005  | Mount Lemmon         | Mount Lemmon Survey |
| 187384 - | 2005 UN407             | 30 d'octubre de 2005  | Mount Lemmon         | Mount Lemmon Survey |
| 187385 - | 2005 UJ412             | 31 d'octubre de 2005  | Mount Lemmon         | Mount Lemmon Survey |
| 187386 - | 2005 UD455             | 28 d'octubre de 2005  | Kitt Peak            | Spacewatch          |
| 187387 - | 2005 UW456             | 30 d'octubre de 2005  | Kitt Peak            | Spacewatch          |
| 187388 - | 2005 UM461             | 28 d'octubre de 2005  | Mount Lemmon         | Mount Lemmon Survey |
| 187389 - | 2005 UF472             | 30 d'octubre de 2005  | Kitt Peak            | Spacewatch          |
| 187390 - | 2005 UB483             | 22 d'octubre de 2005  | Catalina             | CSS                 |
| 187391 - | 2005 UF485             | 22 d'octubre de 2005  | Catalina             | CSS                 |
| 187392 - | 2005 UA492             | 24 d'octubre de 2005  | Palomar              | NEAT                |
| 187393 - | 2005 UL494             | 25 d'octubre de 2005  | Catalina             | CSS                 |
| 187394 - | 2005 UG501             | 27 d'octubre de 2005  | Catalina             | CSS                 |
| 187395 - | 2005 UG511             | 27 d'octubre de 2005  | Anderson Mesa        | LONEOS              |
| 187396 - | 2005 UU516             | 25 d'octubre de 2005  | Apache Point         | A. C. Becker        |
| 187397 - | 2005 UR522             | 27 d'octubre de 2005  | Apache Point         | A. C. Becker        |
| 187398 - | 2005 VN10              | 2 de novembre de 2005 | Mount Lemmon         | Mount Lemmon Survey |
| 187399 - | 2005 VB31              | 4 de novembre de 2005 | Kitt Peak            | Spacewatch          |
| 187400 - | 2005 VA34              | 2 de novembre de 2005 | Mount Lemmon         | Mount Lemmon Survey |